# Peterson Ridge
Peterson Ridge är en bergstopp i Antarktis. Den ligger i Östantarktis. Nya Zeeland gör anspråk på området. Toppen på Peterson Ridge är 2 715 meter över havet.
Terrängen runt Peterson Ridge är kuperad åt sydväst, men åt nordost är den bergig. Trakten är obefolkad. Det finns inga samhällen i närheten. 